# Martin Lundström
Bo Hilding Martin Lundström (Norsjö, 30 maggio 1918 – Umeå, 30 giugno 2016) è stato un fondista svedese.

## Biografia
Nato a Tvärliden di Norsjö, presso Umeå, debuttò in campo internazionale ai V Giochi olimpici invernali di Sankt Moritz 1948 vincendo la 18 km e la staffetta 4 × 10 km in compagnia di Gunnar Eriksson, Nils Östensson (che nei 18 km ebbe la medaglia d'argento) e Nils Täpp.
Vinse nuovamente la medaglia d'oro nella staffetta 4 × 10 km, insieme a Nils Täpp, Karl-Erik Åström ed Enar Josefsson, ai successivi Mondiali di Lake Placid 1950, dove fu ottavo nella 18 km e nono nella 50 km. Ai VI Giochi olimpici invernali di Oslo 1952 vinse il bronzo nella staffetta con Nils Täpp, Sigurd Andersson ed Enar Josefsson.

## Palmarès

### Olimpiadi
- 3 medaglie, valide anche ai fini iridati:
  - 2 ori (18 km, staffetta a Sankt Moritz 1948)
  - 1 bronzo (staffetta a Oslo 1952)

### Mondiali
- 1 medaglia, oltre a quelle conquistate in sede olimpica e valide anche ai fini iridati:
  - 1 bronzo (staffetta a Lake Placid 1950)